# 桃红岭梅花鹿国家级自然保护区
桃红岭梅花鹿自然保护区是中華人民共和國江西省彭泽县长江南岸的一個保護區，南北最长为18.25千米，东西最宽13.4千米，总面积达12500公顷。保护区内多为海拔300-500米的山峰，最高峰为猫鹰窝，海拔536.6米。保护区境内的主要河流是东升河。1981年，江西省桃红岭省级梅花鹿保护区成立；2001年6月，桃红岭梅花鹿保护区升级为国家级保护区。